# Комон рејл
Комон рејл (енгл. Common rail) је систем директног убризгавања горива код дизел мотора.

## Историја
Прототип комон рејл систем је развијен касних шездесетих година 20. века од стране Роберта Хуберта, из Швајцарске, а даље технолошки развијен од стране Марка Гансера у Швајцарском федералном институту за технологију у Цириху. Савремен комон рејл систем развили су Magneti Marelli и Centro Ricerche Fiat, а пројект је продат немачкој компанији Бош. Први аутомобили у којима се уграђивао дизел комон рејл систем били су Алфа Ромео 156 1.9 JTD и Мерцедес-Бенц 220 CDI, 1997. године.

## Принцип рада
Комон рејл систем карактерише испоруку горива под константно високим притиском независно од броја обртаја мотора. Резултат је препознатљив у високој еластичности по моменту, смањеној потрошњи горива и смањеној емисији штетних продуката сагоревања. Гориво под високим притиском убризгава се путем електронске контроле времена и закона убризгавања, што омогућавају електронски регулисани бризгачи.
Код комон рејл система за убризгавање раздвојен је процес потискивања горива пумпе високог притиска од процеса убризгавања горива у простор за сагоревање. Гориво се под високим притиском константно нагомилава у заједничкој магистралној цеви независно од броја обртаја и оптерећења мотора. Ту нагомилано гориво спремно је за убризгавање у било ком тренутку и у било ком цилиндру мотора. Количину убризгавања одређује возач притиском на папучицу гаса, а тренутак и притисак убризгавања израчунава електронска управљачка јединица на основу примљених сигнала од сензора и програмираних мапа података. Управљачка јединица управља и радом електричних бризгаљки, такозваних инјектора преко електромагнетних вентила.
Пумпа високог притиска потискује гориво у резервоар, који је у ствари једна магистрална цев постављена дуж мотора. Ова цев, по којој је цео систем добио име, названа је common rail, то јест заједничка магистрала. Потребна вредност притиска одржава се помоћу регулатора притиска, а давач притиска даје електронској управљачкој јединици информацију о вредности притиска у магистралном воду. Магистрална цев је релативно кратким цевима, у којима такође влада висок притисак, повезана са појединим бризгачима, којима се гориво убризгава у радни простор мотора. Радом бризгача управља се од стране електронске управљачке јединице, у коју се се шаљу сигнали већег броја сензора. После пријема сигнала, електронска управљачка јединица их обрађује и формира излазне сигнале на основу којих се изводи отварање бризгача и управљање радом пумпе високог притиска.

## Ознаке
- BMW и Мини: d
- Волво: D и D5
- Исузу: iTEQ
- Мазда: MZR-CD и Skyactiv-D, раније DiTD
- Махиндра: CRDe, m2DiCR, mEagle, mHawk, mFalcon и mPower (камиони)
- Мерцедес-Бенц (власништво Дајмлер АГ): CDI
- Мицубиши моторс: DI-D
- Опел: CDTI (у сарадњи са Фијатом)
- ПСА Пежо Ситроен: HDI или HDi
- Рено-Нисан: dCi
- Сангјонг: XDi, XVT
- Субару: TD или D
- Тата моторс: CR4
- Тојота: D-4D
- Фијат, Алфа Ромео и Ланча: JTD (и као MultiJet, JTDm)
- Фолксваген група: TDI (новији модели користе комон рејл, за разлику од ранијег система пумпа-бризгаљка)
- Форд: TDCi (у сарадњи са ПСА)
- Хјундаи и Кија моторс: CRDi
- Хонда: i-DTEC
- Џип: CRD (у сарадњи са Дајмлером)
- Шевролет (власништво Џенерал моторса): VCDi